# ژاندایرا (ریو گراند دو نورته)
ژاندایرا (به پرتغالی: Jandaíra) یک منطقهٔ مسکونی در برزیل است که در ریو گرانده شمالی واقع شده‌است. ژاندایرا ۶٬۸۹۳ نفر جمعیت دارد.